# マーチ・オブ・ザ・ブラック・クイーン
「マーチ・オブ・ザ・ブラック・クイーン」（The March of the Black Queen）は、クイーンの楽曲で、1974年発表のアルバム『クイーン II』のサイドブラックに収録されている。作曲・作詞共にフレディ・マーキュリーが手掛けた。

## 概要
クイーンが結成される前からこの歌の作曲に取り組んでいたフレディは、インタビューで「その歌は完成するのに何年もかかった。」と語った。多面的な構成でバンドの曲の中で2番目に長く、ポリリズム（2つの異なる拍子記号 8/8と12/8を同時に奏する）を含む珍しい構成およびエンドアップテンポセクションの周りの単純なポリリズム。これはポピュラー音楽では非常にまれなことである。
ブライアン・メイはこの曲を『ボヘミアン・ラプソディ』の前身と見なし、「ファーストアルバムで『マイ・フェアリー・キング』をすでに作り、『マーチ・オブ・ザ・ブラック・クイーン』も作ったことを念頭に置いてほしい。フレディが不思議な領域に踏み込んでいることはよく分かっていたし、とても楽しいことだった。」と語り、2008年1月には自身のウェブサイトで「フレディは1970年の春ごろにはこの曲のモチーフを書き溜めていた」ことと、「バンド名のきっかけになった要素のひとつ」と語っている。また、「ファーストアルバムの裏ジャケットにトランプのスペードのクイーンが配されているのは、セカンドアルバムに『ブラック・クイーン』が入ることの伏線だ」と2009年に語っている。
ロジャー・テイラーは1977年のインタビューで、「16トラックのテープが本当に透明になった...テープは何度も（録音）ヘッドを越えてオーバー・ダビングしたから、酸化膜が剥がれていたんだ。」と語った。
批評家はこの曲の歌詞の書き手の性的指向について論じたが、フレディは「好きなように解釈してもらって構わない」「一種のおとぎ話」だとニュー・ミュージカル・エクスプレス誌に語っている。
アルバム『クイーン II』では、この曲と『ネヴァーモア』『ファニー・ハウ・ラヴ・イズ』の3曲にプロデューサーとしてロビン・ジェフリー・ケーブル(Robin Geoffrey Cable)の名前がクレジットされている。ケーブルはトライデント・スタジオのエンジニアで、フレディがラリー・ルレックス名義でリリースした『アイ・キャン・ヒア・ミュージック』、『ゴーイン・バック』で試みたフィル・スペクター風の「ウォール・オブ・サウンド」と呼ばれる全体を包み込むような音像を『マーチ・オブ・ザ・ブラック・クイーン』と『ファニー・ハウ・ラヴ・イズ』『ネヴァーモア』に取り入れるために協力したものである。
曲中のチューブラーベルはブライアン・メイ、カスタネットはプロデューサーのロイ・トーマス・ベイカーによる演奏。
プレタティンで行われた第20回クイーン・インターナショナル・ファン・コンベンションで、この曲のデモ・バージョンが披露された。
シングルカットはされなかったが、人気がある曲である。全体を演奏するのは複雑すぎてライブで演奏できなかったが、1974年10月から1976年9月のごろまでのツアーでは、ハード調の部分がメドレーの中で演奏されており、『ボヘミアン・ラプソディ』のコーダ部分や「リロイ・ブラウン」へのつなぎとなった。『ライヴ・アット・ザ・レインボー‘74』、『オデオン座の夜〜ハマースミス1975』のメドレーの中に収録されている。
この曲は次の曲の『ファニー・ハウ・ラヴ・イズ』と連続していたが、『ディープ・セレクション 1973-1976』や『グレイテスト・ヒッツ・イン・ジャパン』に収録されているバージョンでは編集で独立した形になっている。
またこの曲はBBCセッションズで『ホワイト・クイーン』とともに録音されているという説があるものの『オン・エア〜BBCセッションズ』には収録されておらず、アルバム・バージョンが放送されたとされている。